# Рибосомний білок S20
Рибосомний білок S20 (англ. Ribosomal protein S20) – білок, який кодується геном RPS20, розташованим у людей на короткому плечі 8-ї хромосоми.  Довжина поліпептидного ланцюга білка становить 119 амінокислот, а молекулярна маса — 13 373.
| 10         |  | 20         |  | 30         |  | 40         |  | 50         |
| ---------- |  | ---------- |  | ---------- |  | ---------- |  | ---------- |
| MAFKDTGKTP |  | VEPEVAIHRI |  | RITLTSRNVK |  | SLEKVCADLI |  | RGAKEKNLKV |
| KGPVRMPTKT |  | LRITTRKTPC |  | GEGSKTWDRF |  | QMRIHKRLID |  | LHSPSEIVKQ |
| ITSISIEPGV |  | EVEVTIADA  |  |            |  |            |  |            |

A: Аланін

C: Цистеїн

D: Аспарагінова кислота

E: Глутамінова кислота

F: Фенілаланін

G: Гліцин

H: Гістидин

I: Ізолейцин

K: Лізин

L: Лейцин

M: Метіонін

N: Аспарагін

P: Пролін

Q: Глутамін

R: Аргінін

S: Серин

T: Треонін

V: Валін

Цей білок за функціями належить до рибонуклеопротеїнів, рибосомних білків. 
Локалізований у цитоплазмі.